# Economia ad azoto liquido
Una economia ad azoto liquido, o per meglio dire una economia basata sull'impiego dell'azoto liquido (in inglese liquid nitrogen (LN2) economy ) è una proposta ipotetica per una parte dell'economia del presente/futuro, che prevede che una delle forme primarie di accumulo e trasporto dell'energia avvenga sotto forma di azoto liquido. A piccola scala è già esistente, ed è plausibile che (per il comune impiego di basse temperature) si affianchi all'economia a idrogeno, come mezzo per il trasporto dell'energia, destinato ad alcuni utilizzi dove è particolarmente vantaggioso.
È stato proposto come alternativa all'idrogeno liquido in alcuni modelli di trasporto, e come un metodo di accumulare energia "negativa" (diminuita cinetica delle molecole) catturata come energia "positiva" da risorse rinnovabili. Un'analisi approfondita di questo concetto fornisce molti spunti di riflessione sui limiti fisici di tutti gli schemi di conversione dell'energia.

## Descrizione ed utilizzi

### Impiego in criogenia
Attualmente l'azoto liquido viene impiegato in criogenia, ad esempio per raffreddare magneti superconduttivi nelle apparecchiature di risonanza magnetica nucleare, nei tipi più sofisticati di sensore all'infrarosso, nei treni a levitazione magnetica maglev, nei microchip per computer che sfruttano l'effetto Josephson, e forse in futuro nei magneti superconduttivi dei reattori tokamak, destinati alla fusione nucleare. È stato anche proposto l'utilizzo dell'azoto liquido per raffreddare lamine in ceramica superconduttiva e costruire così linee elettriche lunghe migliaia di km, che ad esempio porterebbero azoto liquido ed elettricità (senza alcuna resistenza) per migliaia di chilometri, da reattori nucleari nell'artico, fino a città nordiche come Chicago o New York.
In medicina correntemente si fa un uso diretto del freddo nella crioconservazione di cellule come spermatozoi ed ovuli per l'inseminazione artificiale oppure per la fecondazione in vitro. Con il progressivo dilazionare delle gravidanze, il diffondersi di malattie tumorali che richiedono terapie spesso sterilizzanti, ed alcune tecniche di fecondazione applicate a donne sessantenni, si prospetta la possibilità che molte persone conservino i loro gameti (oppure embrioni) per decenni, prima di avviare la gravidanza. Alcune persone in Arizona, dopo la morte (oppure mettendo fine alla loro esistenza in quanto affetti da malattie incurabili), si sono fatte congelare la testa o l'intero corpo, con la remota speranza, in un futuro super-tecnologico, di essere "scongelati" con tecniche avveniristiche, trattati adeguatamente e successivamente rianimati e riportati ad una nuova vita in salute. Non si ha la più pallida idea se questi tentativi potranno avere successo.
Nel campo aerospaziale l'azoto liquido viene utilizzato dalla NASA come mezzo per concentrare ed immagazzinare freddo, in modo sicuro, per lunghi periodi, che verrà usato (dopo l'elettrolisi dell'acqua) per portare alla temperatura di liquefazione l'ossigeno e l'idrogeno adoperati nella propulsione dei razzi come lo Space Shuttle. Un incremento dell'utilizzo di questi carburanti e/o del comburente ossigeno refrigerato, comporterebbe inevitabilmente l'aumento dei consumi di azoto liquido. L'impiego dell'azoto liquido in questo ruolo da parte della NASA, ha già prodotto vittime per asfissia, visto che si verificò la rottura a terra di un serbatoio di N2, e dal momento che si tratta di un gas del tutto inodore, i tecnici che si trovavano accanto, improvvisamente respirarono un'atmosfera con un contenuto d'ossigeno percentuale ed assoluto bassissimo (perché a quelle temperature una parte dell'ossigeno condensa come liquido al suolo), paragonabile come pressioni assolute di O2 a quello della cima dell'Everest.
Nell'industria della macellazione si potrebbero conservare le carni, anche per molti anni, questo permette di mantenere i prezzi stabili per molti anni (sottraendo carne dai mercati nei periodi di basso consumo ed immettendolo nei picchi) oppure di creare riserve strategiche da impiegare nel corso di guerre o catastrofi.

### Impiego nell'ingegneria ambientale
Ai tempi dell'Unione Sovietica, si scoprì che nebulizzando azoto liquido nella bassa atmosfera, si poteva far precipitare la nebbia per condensazione o congelamento del vapor d'acqua o delle microscopiche goccioline di acqua della nebbia. Questo consentiva, in giornate senza vento, di tenere aperti gli aeroporti militari, creando attorno a questi un'area priva di nebbia.
Attualmente la stessa tecnica può essere impiegata per creare aree di diradamento della nebbia, in corrispondenza di aeroporti, di svincoli autostradali, o di monumenti importanti. Come effetto deleterio si registrerebbe una lieve discesa della temperatura nelle immediate vicinanze. Nel 1998, lungo l'autostrada Trieste-Venezia, i russi eseguirono una dimostrazione di questa procedura.
Altri possibili impieghi dell'azoto liquido, riguardano l'induzione della pioggia (irrorando le nuvole con azoto liquido) oppure la deviazione di uragani (nebulizzandolo su aree marine), abbassando la temperatura e dunque la pressione, cosa che porterebbe la perturbazione a deviare verso l'area di minore pressione, ad esempio lontano dalla terraferma.

### Impiego nei trasporti
Attualmente, la maggioranza dei veicoli stradali sono propulsi dal motore a combustione interna che brucia combustibile fossile. Se assumiamo che il trasporto per strada debba essere sostenibile a lunghissimo termine, gli attuali carburanti devono essere sostituiti da qualcos'altro che venga prodotto da energie rinnovabili. Il sostituto non deve essere per forza una fonte energetica "tout court"; ma piuttosto un mezzo per trasferire e concentrare l'energia, paragonabile ad una sorta di "moneta energetica".
L'azoto liquido a bassa temperatura, passando da un tubicino ad un tubo ad espansione ed assorbendo in una griglia ventilata il calore esterno dell'ambiente, aumenta la sua pressione enormemente e può muovere una turbinetta collegata ad un generatore elettrico, che fornisce corrente elettrica a dei motori elettrici che spingono le ruote. Varie turbine messe in serie possono sviluppare corrente dai vari salti di temperatura e pressione, ed infine, le emissioni sono costituite da azoto a bassa temperatura, componente dell'aria al 78%, e dunque l'entità dell'inquinamento è nulla (anche se non conviene respirare direttamente da questi freddi tubi di scarico, perché si rischia lo svenimento e l'asfissia).
Attualmente, sfruttando dei principi simili, sono stati costruiti diversi prototipi di motore ad aria compressa, che in pratica prelevano calore dal medio ambiente circostante e lo trasformano in energia cinetica. Questi motori si bloccano spesso per il freddo eccessivo, e la condensa sui loro scarichi ghiaccia, anche se i loro serbatoi (in kevlar) contengono aria compressa a temperature uguali o superiori a quelle dell'ambiente circostante. In effetti l'aria è costituita da azoto molecolare per il 78%.

### Impiego nella distillazione dell'acqua di mare per condensazione
Prelevando la relativamente calda acqua marina (20-40 °C) presente nelle baie e lagune degli atolli tropicali, riscaldandola ulteriormente con specchi parabolici, o bruciatori di gas a circa 60-80 °C, e facendola in seguito evaporare in un contenitore stagno a bassa pressione (a circa il 70-80% della pressione atmosferica), la si può far condensare in un successivo contenitore a circa 5-10 °C, raffreddato all'interno di un contenitore coassiale con un liquido di lavoro non tossico (come l'etanolo) e con un basso punto di fusione, che a sua volta viene raffreddato passando attorno ad un serbatoio di azoto liquido. Collegando il serbatoio di evaporazione a quello di condensazione con una grossa tubatura dotata di turbine ad aria a bassa pressione, si riesce anche a generare elettricità.
Nel serbatoio di evaporazione la concentrazione salina aumenterà notevolmente, e dunque bisognerà svuotare periodicamente il contenitore. L'acqua calda residua ottenuta, ad alta concentrazione salina, può essere posta in bacini all'aperto da dove, dopo qualche tempo, si otterrà per evaporazione il comune sale marino da cucina (NaCl). Il fluido di lavoro (ad esempio etanolo), entrando a contatto con l'acqua di mare, viene portato a temperature attorno ai 20-25 °C che possono essere utili per il condizionamento dell'aria.

## Produzione dell'azoto (dall'aria)
L'azoto liquido viene generato da congelatori e condensatori criogenici o dalla compressione ottenuta da un motore Stirling refrigerato, portando la comune aria a pressioni e temperature che possano indurre al cambiamento di fase, allo stato liquido, il principale componente dell'aria, l'azoto (N2, pari al 78% dell'aria che respiriamo). Questi sistemi di raffreddamento possono essere alimentati da energie rinnovabili generanti elettricità oppure attraverso lo sfruttamento diretto del lavoro meccanico (con il motore Stirling) ottenuto da aerogeneratori o turbine idrauliche, meglio se localizzati in climi freddi.
L'azoto liquido è prodotto e immagazzinato in speciali contenitori isolati: l'isolamento, minimizzando il flusso di calore verso l'interno del contenitore, riduce la perdita di azoto dovuta all'evaporazione e alla ritrasformazione in gas. I requisiti di immagazzinamento impediscono la distribuzione di azoto tramite tubature: sarebbe antieconomico mantenere l'intera conduttura alla temperatura necessaria.

### Utilizzo del motore Stirling in modo inverso
Il consumo di azoto liquido sarebbe nulla più che l'inverso della sua produzione: lo stesso motore Stirling che ha reso liquido l'azoto lo ritrasforma in gas, recuperando l'energia spesa nel processo di liquefazione e fornendo una fonte di potenza per autoveicoli e generatori elettrici. Sarebbe possibile inoltre usare direttamente l'azoto liquido come refrigerante per frigoriferi e condizionatori d'aria, lasciando poi ritornare l'azoto gassoso risultante nell'atmosfera da cui era stato estratto.

## Argomentazioni politiche
La possibilità di rendere adattabili all'azoto liquido gli attuali motori termici ed il raggiungimento di mezzi diversi di produzione potrebbe portare probabilmente alla diversificazione, localizzazione e stabilità del mercato energetico.
Una possibilità di diversificazione energetica include l'economia all'idrogeno, il fotovoltaico ed alternative ai biocarburanti.
La dipendenza dall' economia del petrolio (archiviato dall'url originale il 6 dicembre 2011). ha una influenza globale drammatica. Le riserve di petrolio, i pozzi ed i campi petroliferi sono degli autentici "assets" dell'attuale potere politico e monetario, che governa e monopolizza l'informazione. Inoltre secondo la teoria del picco del petrolio, entro il 2015 il consumo di petrolio supererà la massima capacità produttiva, portando ad un'ulteriore impennata dei prezzi.
Attualmente grandi investimenti economici, e notevoli sforzi politici e militari sono mirati a garantire la stabilità a lungo termine delle forniture di carbone, petrolio e gas, e questa impellente necessità dà forma alle politiche e azioni militari di molti paesi, che per assicurarsi le forniture energetiche, spesso rinunciano alla lotta in favore dei diritti umani.
Dal punto di vista ambientale, l'impatto generato dall'anidride carbonica prodotta dai combustibili fossili è (assieme alla deforestazione) una delle principali cause dell'effetto serra. Altri danni collaterali prodotti dai carburanti fossili sono la pioggia acida, la devastazione del paesaggio, l'inquinamento della falda acquifera e dei mari. È vitale trovare alternative alle fonti fossili, che consentano lo stoccaggio ed il trasporto di energia a lunghe distanze.

## Critiche
Questo approccio è stato criticato basandosi sui seguenti aspetti, che possono essere considerati in alternativa come delle sfide ingegneristiche da superare.

### Costo di produzione
La produzione di azoto liquido è un processo a consumo intensivo di energia. Attualmente gli impianti di refrigerazione di utilizzo pratico producono poche tonnellate al giorno di azoto liquido, ed operano a circa il 50% dell'efficienza di Carnot.

### Densità energetica dell'azoto liquido
Qualsiasi processo che si basi su un cambiamento di fase di una sostanza avrà minore densità energetiche rispetto ai processi che comportano una reazione chimica in una sostanza, che a sua volta ha minori densità energetiche rispetto alle reazioni nucleari. L'azoto liquido come mezzo per lo stoccaggio dell'energia ha una bassa densità energetica. A confronto gli idrocarburi liquidi hanno una maggiore densità energetica. Un'alta densità energetica rende le logistiche del trasporto e dello stoccaggio più convenienti, peculiarità che rimane fondamentale per indurre l'accettazione da parte dei consumatori. La facilità di immagazzinamento dei carburanti petroliferi, associata ad una storia media di bassi costi (se non tassati) hanno portato al loro successo incontrastato. In aggiunta, i carburanti petroliferi sono una fonte energetica primaria, non soltanto un mezzo (come l'idrogeno o l'azoto) per stoccare e trasportare l'energia.

#### Bassa densità energetica: 213 Wh/Kg
La massima densità energetica che può essere ottenuta con l'azoto liquido a pressione atmosferica è di 213 watt-ora per kilogrammo (Wh/Kg). Questo è molto meno dei 3.000 Wh/kg che si ottengono con i tipi più moderni di motore a combustione interna a benzina, funzionanti al 28% della efficienza termica, pari a 14 volte la densità dell'azoto liquido usato al tasso di efficienza di Carnot.
Perché un motore ad espansione isotermica abbia un'autonomia pari a quella di un'auto con motore a combustione interna, è necessaria la presenza a bordo di un contenitore Dewar da 350 litri. Bisogna aggiungere che il contenitore dovrà disporre di uno spesso isolamento. Un volume non impossibile da trasportare, ma comunque un aumento notevole rispetto al tipico serbatoio di benzina da 50 litri. L'aggiunta di cicli di alimentazione più complessi (scambiatori di calore con altro tipo di fluido di lavoro e molteplici rabbocchi del serbatoio) potrebbe ridurre la necessità di uno spesso isolamento e potrebbe permettere di funzionare evitando che si formino croste di ghiaccio. Comunque, ad oggi non esiste alcun modello pratico di veicolo, o di componenti destinati alla propulsione di veicoli mediante serbatoi di azoto liquido e motore Stirling ad espansione isotermica.

### Il motore Stirling estrae calore dall'aria circostante
Un'altra caratteristica di questo motore, è che per funzionare in modo efficiente dovrà essere costantemente riscaldato dalla ventilazione dell'aria, e dunque dovrà disporre di una grossa ventola. Il veicolo avrà grossi problemi da fermo in luoghi chiusi e freddi, che potrebbero portare ad un notevole abbassamento della temperatura del motore, danneggiandolo (anche se l'attrito interno dovrebbe riscaldarlo). Basicamente questo motore "estrae" energia termica dall'ambiente circostante, e dunque sarà pressoché impossibile disporre di un riscaldamento dell'abitacolo, a meno che si disponga anche di batterie e resistenze elettriche. In conclusione: l'utilizzo di auto ad azoto liquido è poco plausibile in climi freddi o temperati.

### Formazione di croste di ghiaccio
A differenza dei motori a combustione interna, l'utilizzo dell'espansione di un fluido criogenico rende necessario l'impiego di scambiatori di calore per riscaldare e raffreddare il fluido di lavoro. In ambienti umidi, la formazione di ghiaccio impedirà il flusso di calore e rappresenterà una sfida ingegneristica. Per prevenire la formazione di croste di ghiaccio, potrebbe utilizzarsi una "cascata" di fluidi di lavoro. Questo aggiunge i cicli di "topping" per assicurare che lo scambiatore di calore finale a contatto con l'aria atmosferica non abbia una temperatura troppo sotto il punto di congelamento. Ulteriori scambiatori di calore aggiungono peso, complessità, perdita di efficienza e costi costruttivi ed operativi (rabbocco dei liquidi), e potrebbero non essere del tutto efficaci nell'assicurare l'operatività libera da ghiaccio nei climi più freddi.